# Komenda Powiatowa Straży Granicznej w Święcianach
Komenda Powiatowa Straży Granicznej w Święcianach – organ dowodzenia Straży Granicznej w II Rzeczypospolitej w latach 1922 – 1923.

## Formowanie i zmiany organizacyjne
Wykonując postanowienia uchwały Rady Ministrów z 23 maja 1922 roku o powołaniu Straży Granicznej, Minister Spraw Wewnętrznych z dniem 1 września 1922 wprowadził w formacji nową organizację wewnętrzną. Ostatecznie nazwę „Baony Celne” na „Straż Graniczną” zmieniono rozkazem Ministra Spraw Wewnętrznych z 9 listopada 1922 roku. Granicę wschodnią podzielono na odcinki wojewódzkie, a te na powiatowe podległe Komendom Powiatowym Straży Granicznej. Komenda Główna Straży Granicznej wyznaczyła z dniem 1 września 1922 roku obsadę personalną Komendy Powiatowej Straży Granicznej w Święcianach i podporządkowała jej trzy bataliony piechoty.
Komendant powiatowy SG podlegał w sprawach służby granicznej staroście, a pod względem dyscyplinarnym, administracyjnym i regulaminowym komendantowi wojewódzkiemu SG.

## Kadra komendy powiatowej
Stan na dzień 1 września 1922:
- komendant – płk rez. pow. do sł. cz. Władysław Artur Paweł Morawski[5][6]
- adiutant – ppor. Jerzy Loga
- oficer do zleceń – ppor. Bronisław Szulje

## Struktura organizacyjna
Dyslokacja według stanu na dzień 1 grudnia 1922
- Komenda powiatowa w Święcianach
  - 43 batalion Straży Granicznej – Nowe Święciany
  - 9 batalion Straży Granicznej – Dukszty
  - 28 batalion Straży Granicznej – Słobódka